# Csorvás alsó megállóhely
Csorvás alsó megállóhely egy Békés vármegyei vasúti megállóhely a MÁV üzemeltetésében. Neve némileg megtévesztő, mivel azzal ellentétben nem Csorvás, hanem Gerendás település közigazgatási területén helyezkedik el, néhány lépésre Telekgerendás határától; a csorvási határvonaltól légvonalban mintegy fél kilométer választja el. Közúti elérését a 47-es főútból (még csorvási területen) kiágazó 44 337-es számú mellékút biztosítja.

## Vasútvonalak
A megállóhelyet az alábbi vasútvonalak érintik:
- Szeged–Kötegyán-vasútvonal

## Kapcsolódó állomások
A megállóhelyhez az alábbi állomások vannak a legközelebb:
- Csorvás vasútállomás (Szeged–Kötegyán-vasútvonal)
- Telekgerendás vasútállomás (Szeged–Kötegyán-vasútvonal)

## Forgalom
| Járat        | Útvonal | Gyakoriság             |
| ------------ | --- | ---------------------- |
| személyvonat | Szeged – Szeged-Rókus – Hódmezővásárhelyi Népkert – Hódmezővásárhely – Kútvölgy – Székkutas – Orosháza – Orosházi tanyák – Csorvás – Csorvás alsó – Telekgerendás (– Fürjes) – Békéscsaba            | 2 óránként             |
| személyvonat | Szeged – Szeged-Rókus – Algyő – Hódmezővásárhelyi Népkert – Hódmezővásárhely (← Kútvölgy – Székkutas) – Orosháza (← Orosházi tanyák) – Csorvás (← Csorvás alsó) – Telekgerendás – Békéscsaba – Gyula | Vasárnap 1 Szeged felé |